# 7587 Weckmann
7587 Weckmann è un asteroide della fascia principale. Scoperto nel 1992, presenta un'orbita caratterizzata da un semiasse maggiore pari a 2,2556476 UA e da un'eccentricità di 0,1576301, inclinata di 5,52315° rispetto all'eclittica.